# 謝雨芝
謝雨芝（Dora，1992年1月21日—），臺灣女藝人、主持人，畢業於銘傳大學企業管理系，曾經是麥當勞店員並從早安加油團中出道 ，而後參與《大學生了沒》節目錄影 ，《大學生了沒》節目結束之後，前期不固定參與《食尚玩家》節目的外景主持 ，同時間也開始有廣告以及戲劇作品的曝光，2019年起開始參與《食尚玩家》之〈歡樂有夠讚〉的主持。

## 主持作品

### 大型晚會
| 年份 | 節目                           | 頻道 | 備註                 |
| ---- | ------------------------------ | ---- | -------------------- |
| 2021 | 《2021臺北最High新年城》演唱會 | TVBS | 搭擋黃子佼           |
| 2023 | 《2023臺北最High新年城》演唱會 | TVBS | 搭擋Lulu、威廉、風田 |

### 节目主持
| 年度                          | 播出頻道   | 節目                                     |
| ----------------------------- | ---------- | ---------------------------------------- |
| 2024年12月7日－2025年3月8日   | TVBS歡樂台 | 來吧！營業中－來吧！那裡怕s3（六棒經理） |
| 2020年10月5日－至今           | TVBS歡樂台 | 食尚玩家－熱血48小時                     |
| 2019年5月4日－2020年3月21日   | TVBS歡樂台 | 食尚玩家－歡樂有夠讚                     |
| 2018年8月18日－2018年12月16日 | TVBS歡樂台 | 食尚玩家－就要醬玩                       |
| 2017年5月26日－2018年1月30日  | TVBS歡樂台 | 食尚玩家 （页面存档备份，存于）          |

## 電視劇
- 2017年《酸甜之味》飾演 錄影女學生
- 2018年《初戀的情人》飾演 丁米琪
- 2019年《天堂的微笑》飾演 Dora
- 2020年《戒指流浪記》飾演 珍妮
- 2021年《華燈初上》飾演 顏巧如／妹妹
- 2022年《婚姻結業式》飾演 洪婉婷
- 2023年《親愛壞蛋》飾演 許怡嘉
- 2024年《何百芮的地獄毒白》飾演 小美

## 網路劇
- 2020年《來勾引我男友吧！》飾演小芽

## MV
- 2016年《田亞霍_打勾勾（页面存档备份，存于）》

## 廣告
2018
- 全家英雄集點篇

2017
- MOSH保溫杯最暖心的X'MAS

2017
- 康是美就愛宅一起

### 微電影/短片
| 年份   | 名稱                | 角色         |
| 2017年 | 原創浪漫微劇 Lovers | 女主角 Fanny |

## 代言/宣傳大使
- 2018 FG美妝大賞美力大使 紀卜心與Dora謝雨芝  美力大使 紀卜心與Dora謝雨芝（页面存档备份，存于）

## 外部連結
- 謝雨芝的Facebook專頁
- 謝雨芝的Instagram帳戶
- TVBS 藝人事務所的Facebook專頁
- TVBS 頂尖事務所 - 謝雨芝 （页面存档备份，存于）